# ماركو دي تشيزاري
ماركو دي تشيزاري (بالإسبانية: Marco Di Cesare)‏ هو لاعب كرة قدم أرجنتيني، ولد في 30 يناير 2002 في مندوزا في الأرجنتين.

## وصلات خارجية
- ماركو دي تشيزاري على موقع قاعدة بيانات كرة القدم.إي يو (الإنجليزية)
- ماركو دي تشيزاري على موقع Soccerway.com (الإنجليزية)
- ماركو دي تشيزاري على موقع اللجنة الأولمبية الدولية (الإنجليزية)